# Paulsen (slægter)
Paulsen er navnet på flere danske slægter, bl.a. en uddød adelsslægt (von Paulsen).

## Adelsslægten
Slægter med patronymet Paulsen synes oftest at kunne ledes tilbage til Sønderjylland, således den adlede slægt, hvis først kendte mand var viceadmiral Mathias von Paulsen (død 1710), der 1697 blev optaget i adelstanden; han var født i Ditmarsken og nært knyttet til storbondeslægten Johannsen, blandt hans børn var oberst Christian Heinrich von Paulsen (ca. 1682-1729) og Holmens chef, viceadmiral Johan Anthon von Paulsen (ca. 1687-1736) til Hellestrup, med hvem mandslinjen uddøde.

## Andre slægter
En anden sønderjysk slægt udspringer fra sognepræst i Adsbøl Paulus Erasmi (død 1604), hvis sønnesøn, husfoged og digegreve i Tønder, senere forpagter af Gammelgård på Als Hans Paulsen (1635-1711) var fader til landfoged i Delmenhorst, etatsråd Johannes Paulsen (1665-1741) og amtsforvalter i Nordborg Peter Paulsen (1663-1712) til Estrup m.m., hvis sønnesøn var generalmajor Peter (von) Paulsen (1735-1815) til Skerrildgård. Af dennes børn skal nævnes Abel Maria "Minna" Catharina Paulsen (1793-1870), gift med etatsråd Malthe Bruun Nyegaard (1789-1877), oberst, kammerherre Johan Peter Friederich "Fritz" (von) Paulsen (1780-1843) til Lillerup — hans søn, pavelig kammerherre Federigo Alberto Thorvald Paulsen  (1834-1921) har efterslægt i Italien — overførster, kammerherre Friederich Nicolai Wilhelm (von) Paulsen (1784-1872) og justitsråd, amtsforvalter Carl Ludvig Paulsen (1790-1842), der var fader til Anne Augusta Paulsen (1840-1905), gift med overretsprokurator Jodochus Henrik Mundt (1834-1926). Ovennævnte overførster F.N.W. Paulsen var bedstefader til botaniker Ove Vilhelm Paulsen (1874-1947), hvis søster Henriette Ottilia Paulsen (1865-1943) var gift med politilæge Søren Hansen (1857-1946).
En i Flensborg hjemmehørende købmandslægt føres tilbage til Paul Kalle Kallsen i Lützhøft, Grumtofte Sogn, hvis sønnesøns søn, købmand i Flensborg Peter Paulsen (1640-1718) var bedstefader til købmand og delegeret borger sammesteds Paul Paulsen (1720-1794); han var farfader til professor Paul Detlev Christian Paulsen (1798-1854).
Apoteker i Sønderborg Peter Paulsen (ca. 1750) var bedstefader til provst i Altona, dr.theol. h. c. Peter Paulsen (1778-1855), hvis søn var forstander for Døvstummeinstituttet i Slesvig by Peter Paulsen (1808-1886).
En i Nyborg hjemmehørende slægt føres tilbage til købmand sammesteds Niels Paulsen (død 1795), der druknede på rejse til Livorno; hans søn, lodsoldermand og havnefoged i Nyborg Anders Christian Paulsen (1766-1833) var bedstefader til fysiker Adam Frederik Wivet Paulsen (1833-1907)